# 魔法少女的華麗餘生
《魔法少女的華麗餘生》是日本漫畫家晴瀨浩貴的漫畫作品。於芳文社的雜誌《Manga Time Kirara MAX》2016年1月號開始連載至2019年1月號，共發行單行本3冊。中文版由台灣青文出版社代理發行，已出版2冊。

## 故事簡介
因憧憬成為魔法少女而轉入魔法少女學校就讀的黎明詩島，在學校宿舍床位不足的情況下被安排到了住著已經退休的「前」魔法少女們的宿舍，心中嚮往的魔法少女形象也隨著與這些過著沉淪生活的學姐一同居住的日子而逐漸幻滅⋯⋯。
故事中的魔法少女為一般世人所知曉的職業。想要成為魔法少女的女孩們會進入國家設立的培訓機構（學校）學習。退休後的魔法少女會維持著退休時的面貌停止生長而不會變老，並失去使用魔法的能力。

## 登場角色
黎明詩島
14歲。轉入魔法少女學校後住進了莉菈等人居住的宿舍。對魔法少女懷有憧憬，但在看到宿舍裡學姐們頹廢的生活後便逐漸幻滅。會負責打理宿舍的清潔與料理等家事，也因此常被學姐們稱作「詩媽媽（しじママ）」。
櫻花莉菈
推定年齡100多歲，宿舍裡的前魔法少女之一。身形嬌小，個性高傲且孩子氣。重度沉迷於電玩遊戲中，到了吃飯時間或半夜也時常不放手。害怕外出，走出宿舍幾步就會感到不安甚至昏倒，但若是牽著詩島的手出門則可以維持住平時的性格。
銀河佐佐璃
推定年齡約30歲，宿舍裡的前魔法少女之一。在3個學姐當中個性比較正常，但有喜歡偷拍可愛女孩（包含詩島在內）照片的嗜好。與詩島互動時會不時產生時代隔閡。為彌補生活費而在便利商店打工。
神代美美
推定年齡超過1000歲，宿舍裡的前魔法少女之一。沉迷於飲酒與賽馬，時常因此而手頭拮据。本名為「天地白夜比賣（天地白夜比売（あめつちのびゃくやひめ））」，因為覺得丟臉而替自己取了現在的名字作為假名。過去曾有著輝煌的功績，也被寫入現在的教科書中。
管理員
宿舍的管理員。有著綿羊布偶的外表。原本為將魔法授予魔法少女的生物，因為有對魔法少女性騷擾的嫌疑而被解雇。做出性騷擾發言時會被詩島威脅當作垃圾丟棄。講話帶有關西腔。
新星羽衣梨
14歲，詩島的同班同學。個性開朗。喜歡幫人取綽號。
白鳥七星
14歲，詩島的隔壁班同學。有錢人家的大小姐，祖父為魔法少女廳的官員，因為仗著祖父的名聲而獲得了「N·B·N（天生的靠爺族）」的稱號。雖有自大的一面但很在乎朋友。不擅長用言語表達情感。在學校成績排名後段。
富士原
七星的隨從。會在七星身旁協助翻譯七星心中想表達的話語。

## 出版書籍
| 冊數 | 芳文社         | 芳文社                 | 青文出版社    | 青文出版社             |
| 冊數 | 發售日期       | ISBN                   | 發售日期      | EAN                    |
| ---- | -------------- | ---------------------- | ------------- | ---------------------- |
| 1    | 2016年11月26日 | ISBN 978-4-8322-4776-5 | 2018年7月18日 | EAN 471-801-603-091-6  |
| 2    | 2017年11月27日 | ISBN 978-4-8322-4897-7 | 2019年9月9日  | ISBN 978-986-512-064-1 |
| 3    | 2019年1月25日  | ISBN 978-4-8322-7063-3 |               |                        |

## 備註
1. ↑  青文出版社的翻譯會在其語尾加上「咧」。